# گروور ۱۷۹۵۰
سیارک ۱۷۹۵۰ (به انگلیسی: 17950 Grover، نامگذاری:1999JS18) هفده هزار و نهصد و پنجاهمین سیارک کشف شده‌است که در ۱۰ مه ۱۹۹۹ کشف شد.
قدر مطلق سیارک برابر ۱۶.۲ است.